# Технічна пропозиція
Технічна пропозиція — проєктна конструкторська документація, яка містить технічне і техніко-економічне обґрунтування доцільності розроблення виробу на підставі аналізу технічного завдання та опрацювання можливих варіантів конструкції виробу.
Технічна пропозиція  — стадія проєктування (ГОСТ 2.103-2013) і сукупність конструкторських документів, що розробляються на цій стадії, які повинні містити уточнені технічні і техніко-економічні обґрунтування доцільності розробки документації на виріб на основі:
- аналізу технічного завдання замовника і різних варіантів можливих конструктивних рішень;
- порівняльної оцінки рішень з урахуванням конструктивних і експлуатаційних особливостей виробу, що розробляється та існуючих конструкцій та ін. (ГОСТ 2.118-2013[3]).

Перелік робіт, що виконуються на стадії технічної пропозиції, встановлюється на основі технічного завдання і визначається розробником залежно від характеру і призначення виробу.

## Види робіт
На стадії технічна пропозиція проводиться:
- виявлення варіантів можливих рішень, встановлення особливостей варіантів (принципів дії, розміщення функціональних складових частин і т.п.), їх конструкторське опрацювання. Глибина такого опрацювання має бути достатньою для порівняльної оцінки даних варіантів;
- перевірка варіантів на патентну чистоту і конкурентоспроможність, оформлення заявок на винаходи;
- перевірку відповідності варіантів вимогам техніки безпеки і виробничої санітарії;
- порівняльна оцінка даних варіантів. Порівняння проводиться за показниками якості виробу, наприклад, надійності, економічності, естетики, ергономіки. Зіставлення варіантів може проводитися також за показниками технологічності (орієнтовній питомій трудомісткості виготовлення, орієнтовній питомій матеріаломісткості та ін.), стандартизації і уніфікації. При цьому слід враховувати конструктивні і експлуатаційні особливості виробу, що розробляється та існуючих виробів, тенденції і перспективи розвитку техніки в цій області, питання метрологічного забезпечення виробу (можливості вибору методів і засобів вимірювання).
- вибір оптимального варіанту (варіантів) виробу, обґрунтування вибору;
- встановлення вимог до виробу (технічних характеристик, показників якості та ін.) і до наступної стадії розробки виробу (необхідні роботи, варіанти можливих рішень, які слід розглянути на наступній стадії та ін.).

## Склад документів
У технічну пропозицію включають конструкторські документи, передбачені технічним завданням, відповідно до ГОСТ 2.102-68 . Конструкторські документи, що розробляються для виготовлення макетів, в комплект документів технічної пропозиції не включають. Технічна пропозиція після узгодження і твердження в установленому порядку є основою для розробки ескізного (технічного) проєкту.